# Universidad Latinoamericana de Ciencia y Tecnología (Panamá)
La Universidad Latinoamericana de Ciencia y Tecnología-Laureate International Universities, (ULACIT-LIU), fue una universidad de orden privado, ubicada en la ciudad de Panamá.
Mediante Resuelto N°3 del 7 de mayo de 1991, el Ministerio de Educación de Panamá, bajo la fiscalización de la Universidad de Panamá, se aprobó la creación de ULACIT.

## Características
La Universidad Latinoamericana de Ciencia y Tecnología, fue una institución de educación superior privada. Contó con varios niveles de formación superior, desde licenciaturas (25), hasta los niveles de la formación superior avanzada con postgrados y maestrías (16).

## Reseña histórica
Inició operaciones el 7 de mayo de 1991. A partir de 1999, comenzó a aplicar en sus carreras, la modalidad de estudio por Cuatrimestres, la cual era una novedad académica, en aquel entonces.
Desde octubre de 2004 empezó a formar parte de la red de universidades privadas más grande del mundo: Laureate International Universities. 
En 2006, inaugura su Facultad de Ciencias de la Salud, ofertando la Carrera de Cirujano Dental. Dicha Facultad, posteriormente amplía su oferta académica, al abrir las carreras de: Medicina (2008), Enfermería (2009) y Nutrición y Dietética (2009).
En enero de 2010, ULACIT-LIU, por medio de su Facultad de Derecho y Ciencias Políticas, inauguró un Innovador Consultorio Jurídico, cuya particularidad, es que cuenta con una Sala de Audiencias. y una Cámara de Gesell. Dichas instalaciones, hasta aquel momento, eran únicas en su tipo, en Panamá.
Paralelamente, la Escuela de Criminología de ULACIT-LIU; anunció la incorporación de software para el análisis de casos criminales.
En febrero de 2010, ULACIT-LIU, por medio de su Facultad de Ciencias de la Salud, inauguró el Primer Hospital Simulado Universitario de Panamá y de Centroamérica.
En mayo de 2014 la Universidad Interamericana (de Panamá) y ULACIT se unen y a partir de la fecha, producto de la fusión, el nombre del centro es “Universidad Interamericana de Panamá”.

## Facultades
- Ciencias Administrativas
- Ciencias de la Salud
- Derecho y Ciencias Políticas
- Ingenierías